# Synagoge (Wischnewa)

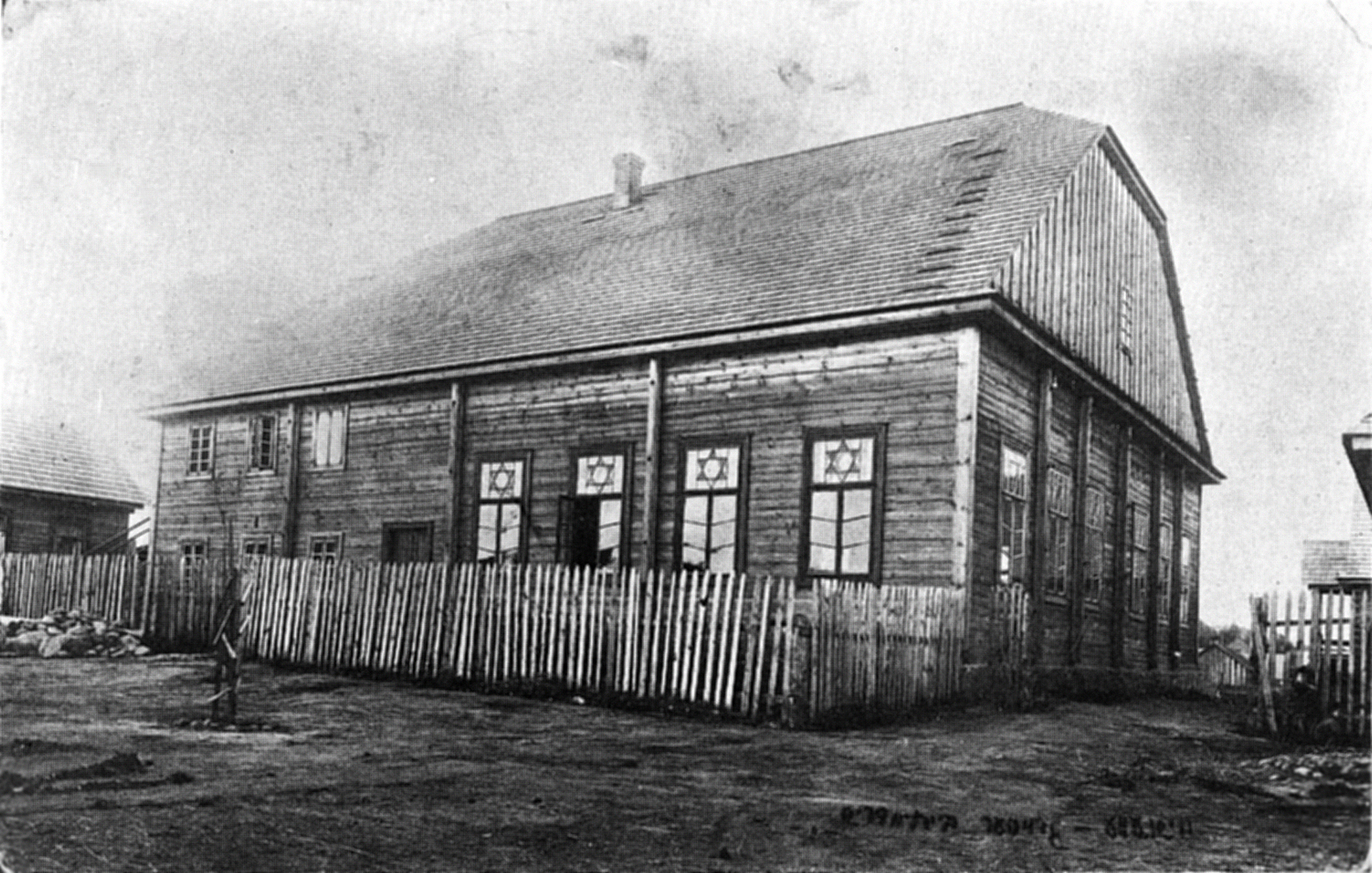
Synagoge in Wischnewa

Die Synagoge in Wischnewa, einem Ort im Rajon Waloschyn der Minskaja Woblasz in Belarus, war ein Gebäude aus Holz.
Die Synagoge wurde 1941 im Zuge des Holocaust von den deutschen Besatzern angezündet. Der israelische Präsident Schimon Peres erinnerte daran bei seiner Rede vor dem Deutschen Bundestag am 27. Januar 2010 zum Tag des Gedenkens an die Opfer des Nationalsozialismus:

„Als die Nazis in Wiszniewo einmarschierten, befahlen sie allen Juden, sich in der Synagoge zu versammeln. Mein Großvater ging als erster hinein, eingehüllt in denselben Gebetsmantel, in den ich mich als Kind schon eingewickelt hatte. Seine Familie folgte ihm. Die Türen wurden von draußen verriegelt, und das Holzgebäude wurde angezündet. Von der gesamten Gemeinde blieben nur glühende Asche und Rauch.“